# Komárom-Esztergom megyei labdarúgó-bajnokság (harmadosztály)
A Komárom-Esztergom megyei harmadosztály a megyében zajló bajnokságok legalacsonyabb osztálya, országos szinten hatod osztálynak felel meg. A bajnokságot a megyei szövetség írja ki. A bajnok a megye 2-ben folytathatja.

## Csapatok a 2022/23-as idényben
A 2022/23-as szezonban az alábbi csapatok szerepelnek az Északi csoportban:
| Csapat                  | Település   |
| ----------------------- | ----------- |
| Tardosi FC              | Tardos      |
| Bar-Nul Szomódi SE      | Szomód      |
| D.M.A.C Dunaalmás       | Dunaalmás   |
| Bajóti Szikra SE        | Bajót       |
| Pilismaróti SC          | Pilismarót  |
| Tabak                   | Tokodaltáró |
| Süttői SC               | Süttő       |
| Naszály SE              | Naszály     |
| Tatabányai Vasas        | Tatabánya   |
| Vértestolnai TE         | Vértestolna |
| Bajnai SE               | Bajna       |
| Annavölgyi BSE          | Annavölgy   |
| Szárligeti SE (kizárva) | Szárliget   |

A 2022/23-as szezonban az alábbi csapatok szerepelnek a Déli csoportban:
| Csapat                | Település         |
| --------------------- | ----------------- |
| Banai KSK             | Bana              |
| Császár ETE II        | Császár           |
| Csémi SE              | Csém              |
| Szákszendi SE         | Szákszend         |
| Dad SE                | Dad               |
| Bokod FCE             | Bokod             |
| Bársonyos KSK         | Bársonyos         |
| Gesztei SE            | Várgesztes        |
| Réde KSE              | Réde              |
| Tarkány KSE           | Tarkány           |
| Oroszlányi SZE        | Oroszlány         |
| Bakonyszombathely KSK | Bakonyszombathely |